# Racquetball aux Jeux mondiaux de 2013
Navigation
Kaohsiung 2009 Birmingham 2022
Les épreuves de racquetball des Jeux mondiaux de 2013 ont lieu du 26 juillet au 28 juillet 2013 à Cali (Colombie).

## Podiums
| Épreuves | Or                          | Argent                       | Bronze                         |
| -------- | --------------------------- | ---------------------------- | ------------------------------ |
| Hommes   | Mexique Polo Gutierrez      | Mexique Gilberto Mejia       | États-Unis Rocky Carson (en)   |
| Femmes   | Mexique Paola Longoria (es) | Colombie Cristina Amaya (en) | États-Unis Rhonda Rajsich (en) |

## Tableau des médailles
| Rang  | Nation     | Or | Argent | Bronze | Total |
| ----- | ---------- | -- | ------ | ------ | ----- |
| 1     | Mexique    | 2  | 1      | 0      | 3     |
| 2     | Colombie   | 0  | 1      | 0      | 1     |
| 3     | États-Unis | 0  | 0      | 2      | 2     |
| TOTAL | TOTAL      | 2  | 2      | 2      | 6     |